# 29197 Ґлайм
29197 Ґлайм (29197 Gleim) — астероїд головного поясу, відкритий 15 січня 1991 року.
Тіссеранів параметр щодо Юпітера — 3,470.